# آشاغيطاغليجه (جرجر)
آشاغيطاغليجه (بالكردية: Erbaun‏) (بالتركية: Aşağıdağlıca)‏ هي قرية كرديّة تتبع إداريّاً لمديرية جرجر في محافظة أديامان التركية، بلغ عدد سكانها 175 نسمة في عام 2021.